# Internationale Automobil-Ausstellung

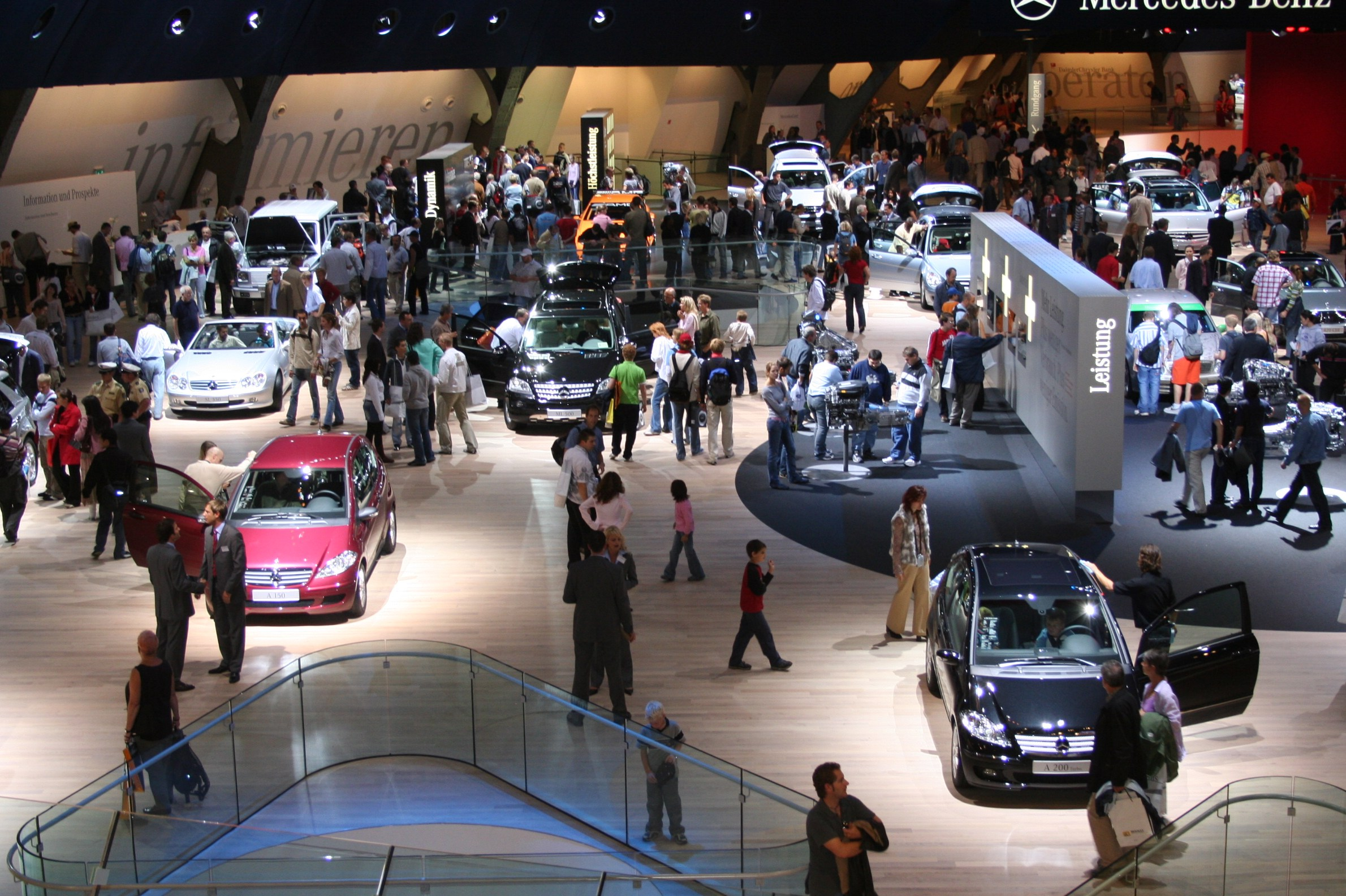
Mercedes utställningshall vid IAA 2005.

Internationale Automobil-Ausstellung (IAA) är en av världens stora internationella bilutställningar och arrangeras vartannat år i Frankfurt am Main. På IAA presenterar bilföretagen sina modeller och årets nyheter. Mässan för personbilar hålls vartannat år och alternerar med Bilsalongen i Paris. Utöver personbilsmässan arrangerar man även IAA Nutzfahrzeuge, en mässa för nyttofordon. Mässan har ca 1500 utställare från 40 länder och förutom biltillverkare ställer även underleverantörer och tillbehörstillverkare ut på mässan.

## Bakgrund
Första gången Internationale Automobilausstellung arrangerades var 1897 i Berlin på Hotel Bristol där åtta så kallade motorvagnar visades. 1921 hade antalet utställare ökat till 67 i takt med att antalet fordonsägare snabbt ökade. Mässan arrangerades nu på Berlins mässa. 1939 hade mässan 825 000 besökare i samband med att Volkswagen Typ 1 (KdF-Wagen) premiärvisades. 
När mässan återupptogs 1951 flyttades den till Frankfurt am Main där den sedan huserade till och med 2019. 1971 ställdes mässan in på grund av det samhällsekonomiska läget. I samband med detta började man arrangera Automechanika. 1989 arrangerades för sista gången en mässa med båda personbilar och nyttofordon. Efter det har mässan delats upp där man alternerar.
Sedan 2021 hålls mässan i München.

## Modellpresentationer
Modeller som premiärvisats på salongen:
| - 1951 BMW 501 - 1953 DKW F91 - 1962 BMW 1500 - 1963 Glas GT - 1963 Mercedes-Benz 600 - 1963 Porsche 911 - 1967 NSU Ro 80 - 1969 Ferrari 365 GTS/4 - 1977 Opel Senator - 1979 Lancia Delta - 1981 Mercedes-Benz 500 SEC - 1983 SAAB 900 cabriolet koncept - 1985 Ferrari 328 GTB - 1985 Porsche 959 - 1989 Ferrari 348 - 1999 Volkswagen Concept D - 2003 Maserati Quattroporte V - 2005 Bentley Azure - 2007 Jaguar XF |

## 2023
Bland annat följande bilar introducerades på salongen i september 2023:

### Produktionsbilar
| - Audi Q6 e-tron - BMW 5-serie (G60) - Ford Explorer EV - Ford Transit Courier Generation 2 - Mercedes-Benz E-klass (W214) - Mini Electric Generation 2 | - Mini Countryman Generation 3 - Renault Grand Kangoo - Renault Scenic E-tech - Smart 3 (Europapremiär) - Volkswagen Passat Generation 9 |

### Konceptbilar

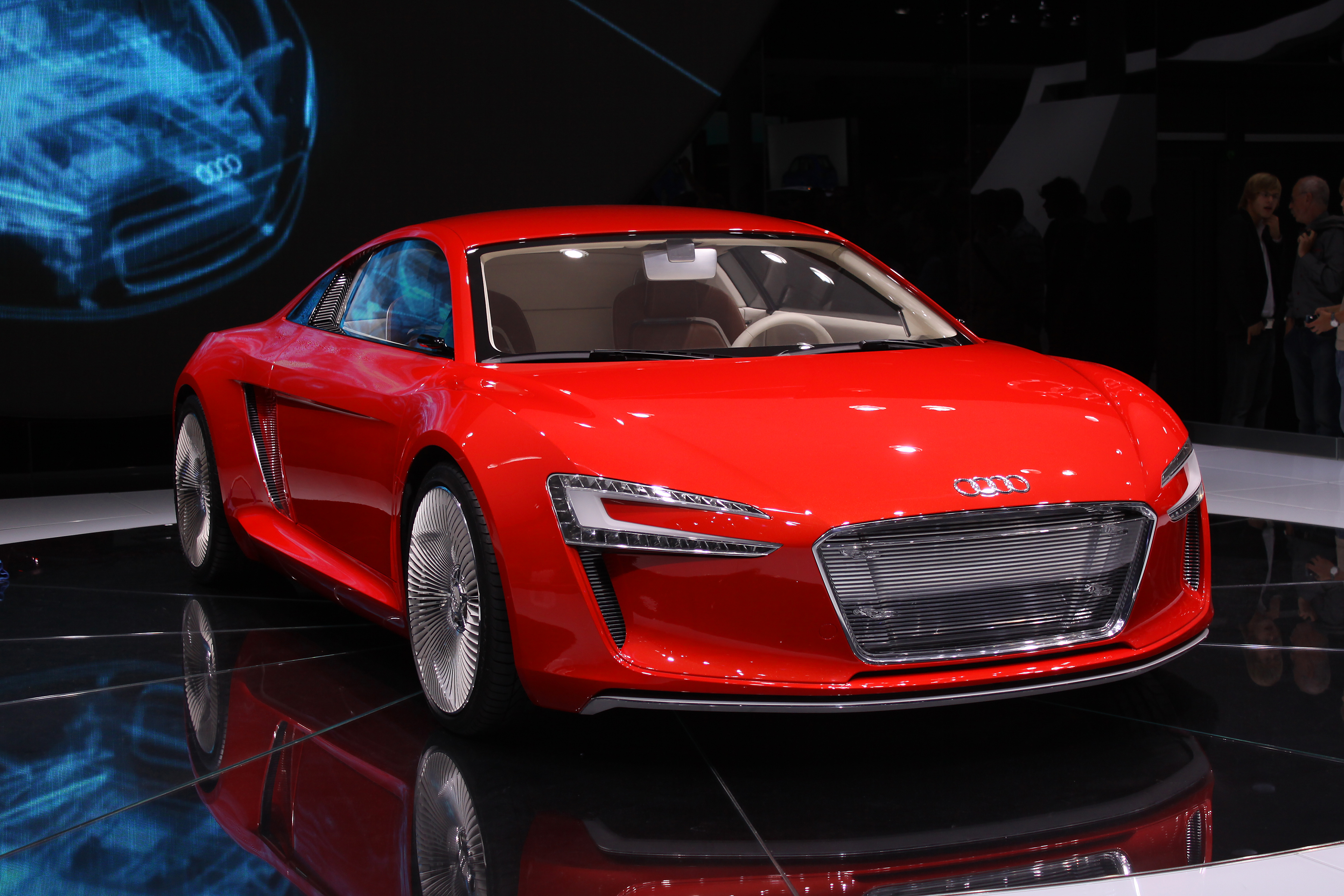
Konceptbilen Audi e-tron.

| - BMW Vision Neue Klasse - Cupra DarkRebel Concept - Mercedes-Benz Concept CLA Class | - Opel Experimental Concept - Polestar Synergy - Volkswagen ID.GTI Concept |

## 2021
Den 69:e upplagan av IAA hölls i september 2021, för första gången i München.
Bland annat följande bilar introducerades på salongen:

### Produktionsbilar
| - BMW i4 - Dacia Jogger - Kia Sportage Generation 5 | - Mercedes-Benz Citan Generation 2 - Mercedes-Benz EQE - Renault Mégane E-Tech Electric |

### Konceptbilar
| - Audi Grandsphere - BMW i Vision Circular - Cupra UrbanRebel - Mercedes-Benz Concept EQG | - Mercedes-Maybach Concept EQS - Porsche Mission R - Smart Concept No.1 - Volkswagen ID. Life |

## 2019
Bland annat följande bilar introducerades på salongen i september 2019:

### Produktionsbilar
| - Alpina B3 Touring (G21) - Audi A1 citycarver - Audi Q3 Sportback - Audi A6 Allroad (C8) - Audi RS6 Avant (C8) - BMW 1-serie (F40) - BMW 3-serie Touring (G21) - BMW 8-serie Gran Coupé (G16) - BMW X6 (G06) - Ford Puma (CUV) - Honda e - Hyundai i10 Generation 3 | - Lamborghini Sián - Land Rover Defender Generation 2 - Mercedes-Benz GLB-klass - Mercedes-Benz GLE Coupé (C167) - Mercedes-Benz EQV - Opel Corsa (F) - Opel Zafira Life - Porsche Taycan - Renault Captur Generation 2 - Volkswagen ID.3 - Volkswagen T-Roc Cabrio |

## 2017
Bland annat följande bilar introducerades på salongen i september 2017:

### Produktionsbilar
| - Alpina D5 (G30) - Audi RS4 Avant (B9] - Audi A8 (D5) - Bentley Continental GT Generation 3 - BMW X3 (G01) - BMW M5 (F90) - BMW 6-serie GT (G32) - Citroën C3 Aircross - Dacia Duster Generation 2 - Ferrari Portofino - Hyundai i30 Fastback - Hyundai Kona | - Jaguar XF Sportbrake Generation 2 - Jaguar E-Pace - Kia Stonic - Mercedes-Benz X-klass - Mercedes-AMG Project One - Opel Insignia Country Tourer Generation 2 - Opel Grandland X - Porsche Cayenne Generation 3 - Rolls-Royce Phantom VIII - Seat Arona - Škoda Karoq - Volkswagen Polo Generation 6 - Volkswagen T-Roc |

### Konceptbilar
| - Audi Aicon Concept - BMW i Vision Dynamics - BMW Concept X7 iPerformance - Borgward Isabella Concept - Honda Urban EV Concept | - Kia Proceed Concept - Mercedes-Benz EQ A Concept - Mini Electric Concept - Smart Vision EQ Fortwo |

## 2015
Bland annat följande bilar introducerades på salongen i september 2015:

### Produktionsbilar
| - Alfa Romeo Giulia - Audi A4 (B9) - Bentley Bentayga - BMW X1 (F48) - BMW 7-serie (G11) - Ferrari 488 Spider - Infiniti Q30 - Jaguar F-Pace - Kia Sportage Generation 4 - Mercedes-Benz C-klass Coupé (C205) - Mercedes-Benz S-klass Cabriolet (A217) - Mercedes-Benz GLC-klass - Mercedes-Benz GLE-klass | - Mini Clubman (F54) - Opel Astra K - Peugeot 308 GTi - Renault Mégane Generation 4 - Renault Talisman - Rolls-Royce Dawn - Skoda Superb Combi Generation 3 - Subaru Levorg (Europapremiär) - Suzuki Baleno - Volkswagen Tiguan Generation 2 |

## 2013
Bland annat följande bilar introducerades på salongen i september 2013:

### Produktionsbilar
| - Aston Martin Vanquish Volante - Audi A3 Cabriolet Generation 3 - BMW i3 - BMW i8 - BMW X5 (F15) - Citroën C4 Grand Picasso Generation 2 - Ferrari 458 Speciale - Mazda 3 Generation 3 - Mercedes-Benz GLA-klass - Mercedes-Benz S-klass (W222) | - Opel Insignia Country Tourer - Nissan X-Trail Generation 3 - Peugeot 308 Generation 2 - Porsche 911 Turbo - Porsche 918 Spyder - Seat León ST - Volkswagen E-up - Volkswagen E-Golf - Volkswagen Golf Sportsvan |

### Konceptbilar
| - Audi Sport Quattro Concept - Audi Nanuk Quattro Concept - Citroën Cactus - Ford S-Max Concept - Infiniti Q30 Concept - Jaguar C-X17 - Kia Niro | - Lexus LF-NX - Mercedes-Benz Concept S-Class Coupe - Mini Vision - Renault Initiale Paris - Smart Fourjoy - Suzuki iV-4 - Volvo Concept Coupé |

## 2011
Bland annat följande bilar introducerades på salongen 2011:

### Produktionsbilar
| - Audi Q3 - Audi S5 - Audi A6 Avant - Audi S7 - Audi S8 - BMW 1-serie (F20) - BMW M5 (F10) - BMW 6-serie coupé (F13) - Chevrolet Malibu (Europapremiär) - Citroën DS5 - Ferrari 458 Spider - Fiat Panda Generation 3 - Honda Civic Generation 9 - Hyundai i30 Generation 2 - Lexus GS Generation 4 | - Mazda CX-5 - Mercedes-Benz B-klass - Mercedes-Benz SLK 55 AMG - Mercedes-Benz SLS AMG Roadster - Mini Coupé - Opel Ampera - Opel Astra GTC - Opel Combo D - Opel Zafira C - Peugeot 508 RXH - Porsche 991 - Subaru Impreza Generation 4 (Europapremiär) - Toyota Yaris Generation 3 - Toyota Prius + (Europapremiär) - Volkswagen up! |

### Konceptbilar
| - Audi Urban Concept - BMW i3 - BMW i8 - Chevrolet Miray (Europapremiär) - Jaguar C-X16 | - Mitsubishi PX-MiEV - Renault Frendzy - SsangYong Concept XUV 1 - Volvo Concept You |

## 2009
Bland annat följande bilar introducerades på salongen 2009:

### Produktionsbilar
| - Aston Martin Rapide - Audi A5 Sportback - Audi R8 Spyder - Bentley Mulsanne - BMW X1 - BMW 5 GT - BMW X6 ActiveHybrid - BMW 7 ActiveHybrid - Citroën C3 Generation 2 - Citroën DS3 - Ferrari 458 Italia - Fiat Punto Evo (Uppdatering) - Ford C-Max Generation 2 - Hyundai iX35 - Hyundai Genesis Coupé (Europapremiär) - Jaguar XJ X351 - Kia Venga - Kia Sorento Generation 2 - Koenigsegg CCXR Trevita - Lamborghini Reventon Roadster - Lotus Evora Type 124 | - Maserati GranCabrio - McLaren MP4-12C - Mercedes-Benz B-klass F-Cell - Mercedes-Benz E-Klass kombi - Mercedes-Benz SLS AMG - Opel Astra Generation 4 - Peugeot iOn - Peugeot RCZ - Peugeot 5008 - Porsche 997 GT3 (Uppdatering) - Porsche 997 Turbo (Uppdatering) - Renault Fluence - Rolls-Royce Ghost - SAAB 9-5 Generation 2 - Skoda Superb kombi - Subaru Legacy Generation 5 (Europapremiär) - Toyota Land Cruiser 120 (Uppdatering) - Volkswagen Golf R - Volvo C30 (Uppdatering) - Volvo C70 (Uppdatering) |

### Konceptbilar
| - Audi R8 e-Tron - Bugatti 16C Galibier - Citroën Revolte Concept - Lexus LF-Ch - Mazda MX-5 Superlight - Mini Roadster Concept - Mini Coupé Concept | - Renault Fluence Z.E. - Trabant nT - Toyota Auris HSD Hybrid - Volkswagen E-Up! - Volkswagen L1 - Volvo C30 BEV |